# Malign
Malign eller ondartet, anvendes om svulster eller kræft. En ondartet  svulst spreder sig efter nogen tid via udsæd (metastaser) enten direkte eller indirekte via blodet eller lymfekarrene.
Modsætningen til en malign svulst er en benign (godartet) svulst. Denne udbreder sig kun ved vækst i størrelse, men ikke med udsæd.
Ordet kan også (f.eks. i lægekredse) anvendes om tumor.